# الدوري البلجيكي الممتاز 1899-00
الدوري البلجيكي الممتاز 1899-00 (بالفرنسية: Championnat de Belgique de football 1899-1900)‏ هو الموسم 5 من الدوري البلجيكي الممتاز. أقيم بتاريخ 1 نوفمبر 1899، وأشرف على تنظيمه الاتحاد الملكي البلجيكي لكرة القدم، وكان عدد الأندية المشاركة فيه 10، وفاز فيه Royal Racing Club de Bruxelles ‏.